# دين راي
دين راي (بالإنجليزية: Dean Ray)‏ هو كاتب أغاني أسترالي، ولد في القرن العشرين في ملبورن في أستراليا.

## وصلات خارجية
- الموقع الرسمي
- دين راي على موقع ميوزك برينز (الإنجليزية)
- دين راي على موقع ديسكوغز (الإنجليزية)